# نظام (قانون أردني)
النظام في القانون الأردني هو تشريع يُسن لتطبيق أحكام القانون، تُعد مشروعه الدائرة أو المؤسسة أو الهيئة أو الوزارة المعنية، ويُقره مجلس الوزراء بعد أن يتم إعادة صياغته من قبل ديوان التشريع والرأي، ويتم نشره في الجريدة الرسمية إشعارا ببدء العمل بمقتضاه رسميا.